# Observatorio de La Silla
El Observatorio de La Silla es un observatorio astronómico situado en Chile que cuenta con dieciocho telescopios. Cinco de ellos fueron construidos por la organización Observatorio Europeo Austral (European Southern Observatory , ESO), mientras que otros se mantienen en parte por la ESO. El observatorio es uno de los más grandes del hemisferio sur.

## Descripción

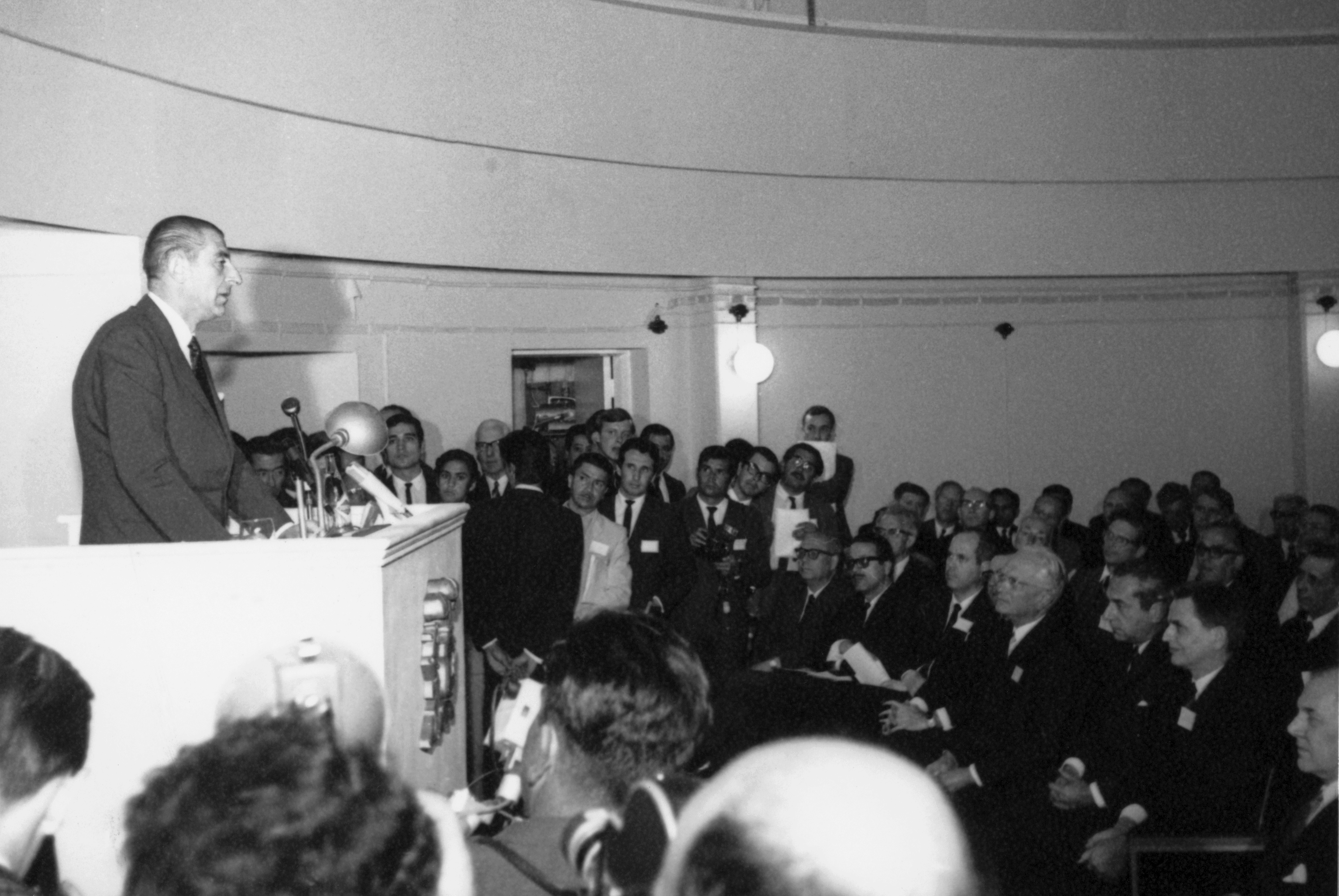
El presidente de Chile, Eduardo Frei, durante su inauguración.

La Silla es una montaña de 2400 m, que limita con el desierto de Atacama en Chile. Se localiza aproximadamente a unos 160 km al noreste de la ciudad de La Serena, en la cuarta región de Coquimbo, específicamente en la comuna de La Higuera. Sus coordenadas geográficas son Latitud 29° 15,3' Sur y Longitud 70° 44,3' Oeste.
Originalmente conocido como Cinchado, la montaña se llamó posteriormente La Silla (en referencia a una silla de montar) por su forma. Está aislado de cualquier luz artificial y fuente del polvo (los peores enemigos de astronomía). La Silla es uno de los observatorios que la ESO maneja en Chile.
Sus instalaciones albergan uno de los espectrógrafos más modernos del mundo, el denominado "Buscador de Planetas por Velocidad Radial de Alta Precisión" (High Accuracy Radial velocity Planet Searcher, en inglés) HARPS, el que tiene como objetivo observar planetas extrasolares. Otro instrumento destacado que funciona en este observatorio astronómico es el Detector óptico e infrarrojo cercano de brotes de rayos gamma, (en inglés Gamma-Ray Burst Optical/Near-Infrared Detector, GROND) que se encuentra instalado en un telescopio de 2,20 m.
Los tres principales telescopios que se encuentran en el observatorio de la Silla son: el NTT de 3.5 metros de diámetro, el cual cuenta con un diseño Ritchey-Chrétien sobre una montura de tipo altazimutal y sus instrumentos son la ESO Faint Object Spectography and Camera 2 (EFOSC-2)  y Son Of Isaac (SOFI). También está el telescopio de 3,6 metros posee un diseño de quasi-Ritchey-Chrétien y una montura ecuatorial clásica; este se encuentra en operaciones desde 1977 y ha generado una gran cantidad de datos astronómicos, principalmente en la búsqueda de planetas extrasolares con el instrumento HARPS. El tercer telescopio es el de 2.2 m, el que ha estado en operaciones desde principios de 1984 y está en préstamo indefinido a ESO por el Max Planck Gesellschaft. Tanto la operación como la mantenimiento de estos telescopio están bajo la responsabilidad de ESO. Aparte de estos tres telescopios hay más que son operados de manera privada por países miembros de la organización, y otros que se encuentran inactivos.

## Telescopios del observatorio

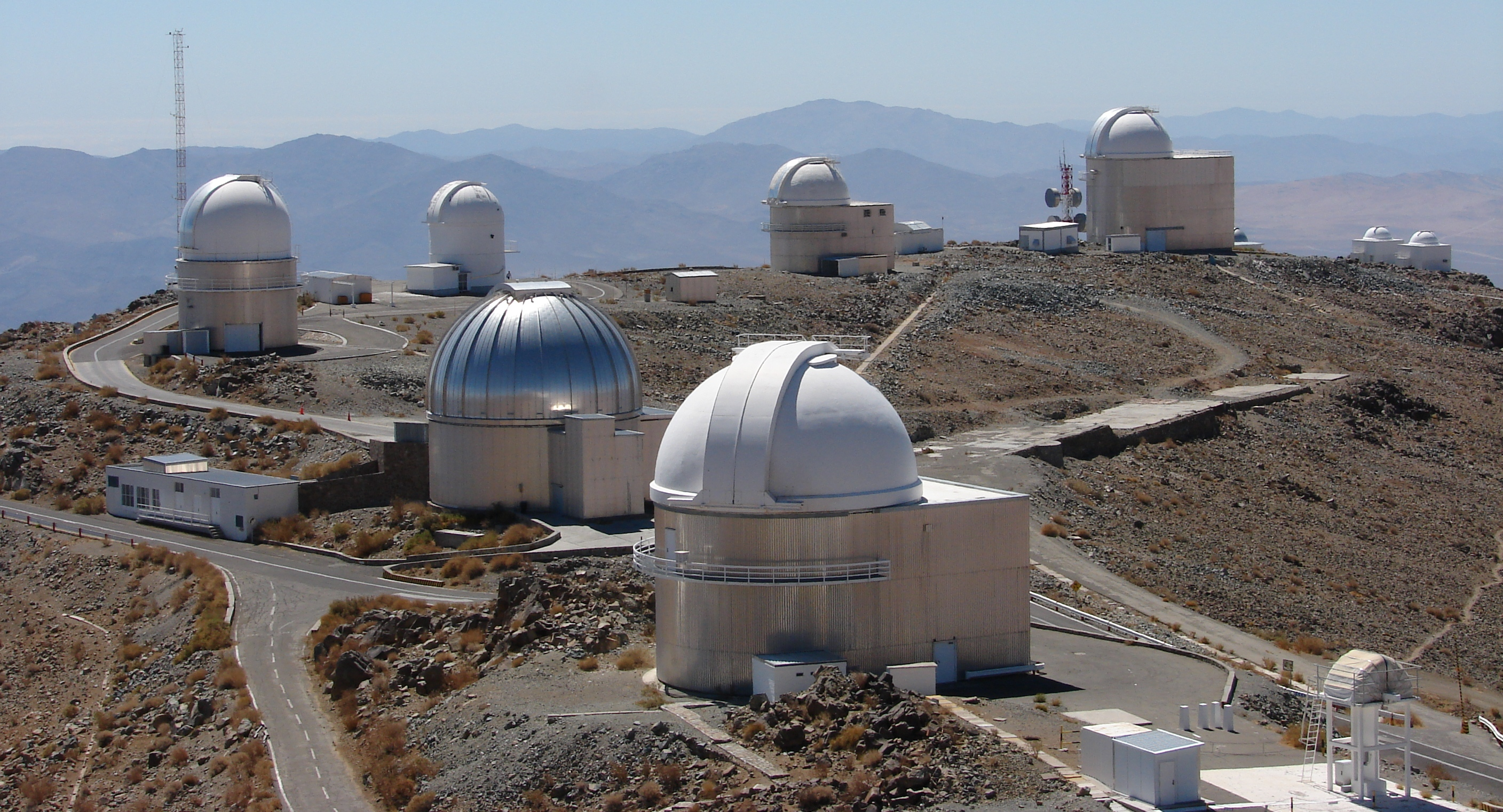
Vista del observatorio de La Silla desde el telescopio NTT.

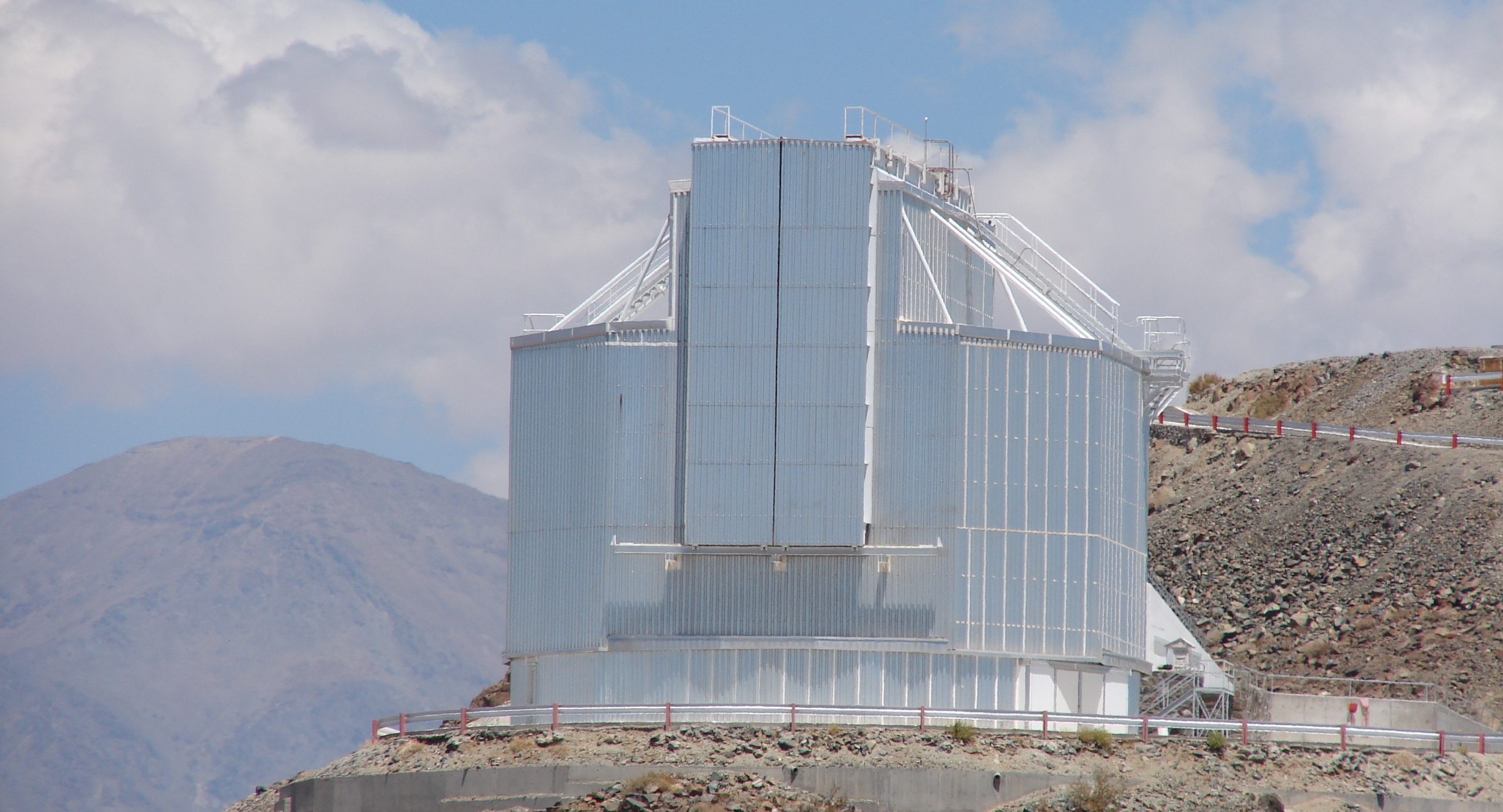
Telescopio NTT (3.58m).

| Nombre                            | Comentarios                                                                   |
| --------------------------------- | ----------------------------------------------------------------------------- |
| NTT (3.58m)                       | Construido y manejado por la ESO                                              |
| 3.6m                              | Construido y manejado por la ESO                                              |
| 2.2m                              | Prestado por MPG                                                              |
| ESO 1.5 m                         | Construido por la ESO, ahora no funciona                                      |
| ESO 1 m                           | Construido por la ESO, ahora no funciona                                      |
| ESO 0.5 m                         | Construido por la ESO, ahora no funciona                                      |
| DENIS 1 m                         |                                                                               |
| MARLY 1 m (proyecto EROS)         |                                                                               |
| Geneva 1.2 m                      |                                                                               |
| Danish 50 centímetros             |                                                                               |
| Dutch 90 centímetros              |                                                                               |
| SEST 15 m                         |                                                                               |
| Marseille 40 centímetros          |                                                                               |
| Bochum 61 centímetros             |                                                                               |
| CAT 1.4 m                         |                                                                               |
| IRIS                              |                                                                               |
| Schmidt 1 m                       |                                                                               |
| GPO (reemplazado por 1 m Margoso) |                                                                               |
| TAROT Optical                     | Rastreador de chorro de rayos gama. Telescopio robótico. Operativo desde 2006 |
| REM Optical                       | Rastreador de chorro de rayos gama. Telescopio robótico. Operativo desde 2005 |

## Multimedia

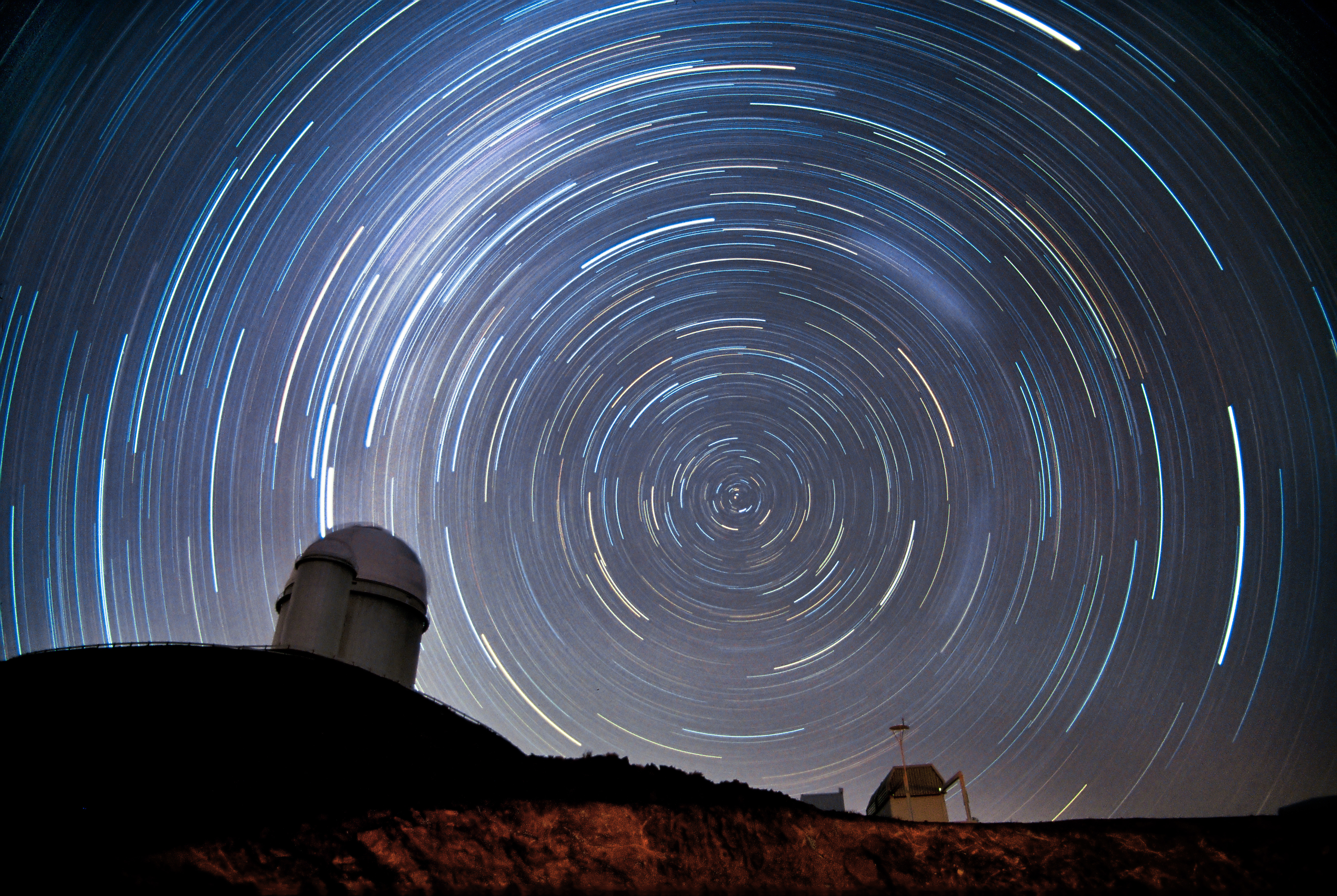
Vista de la rotación de estrellas en el observatorio.
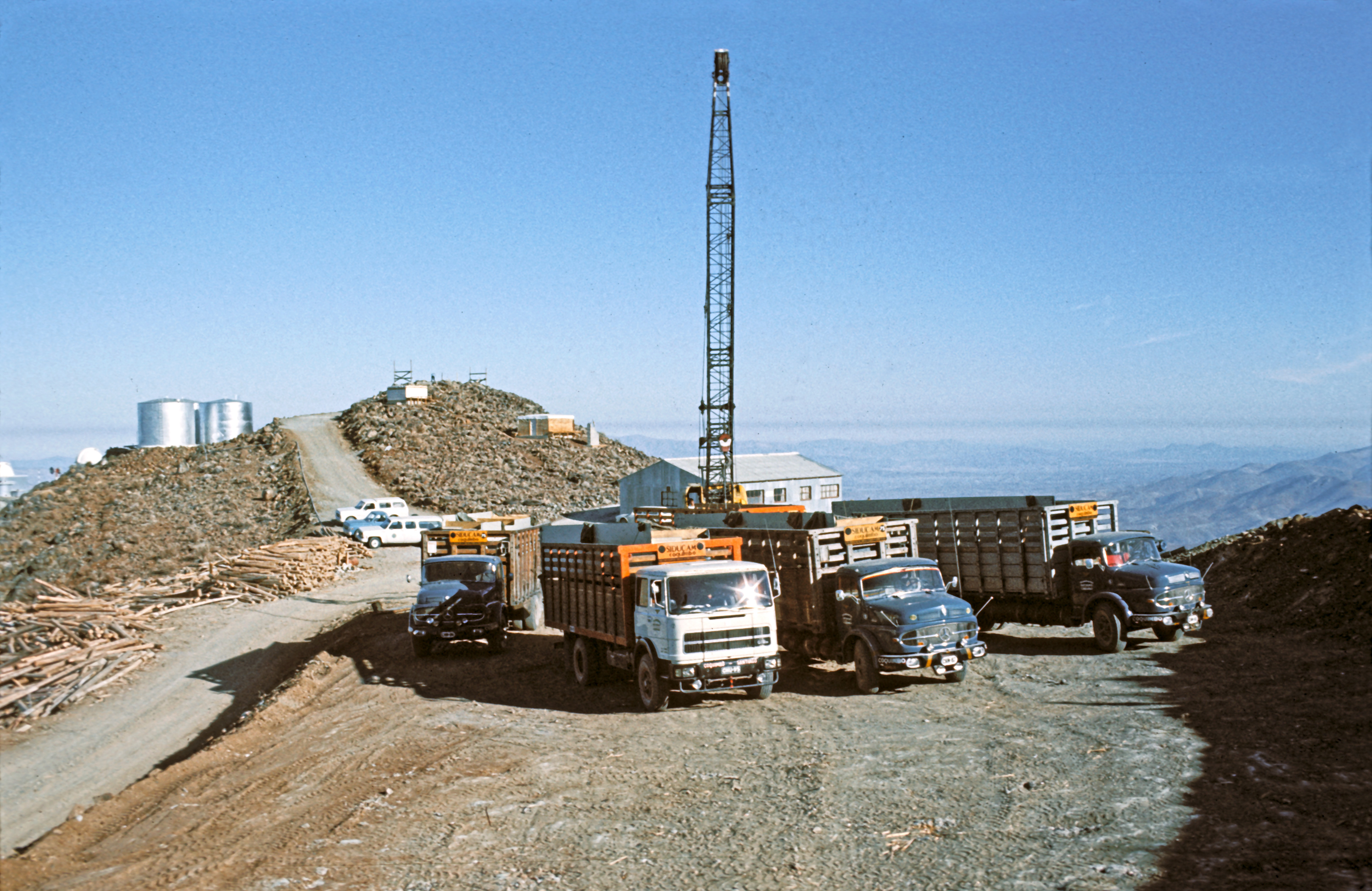
Trabajos de construcción en 1975.
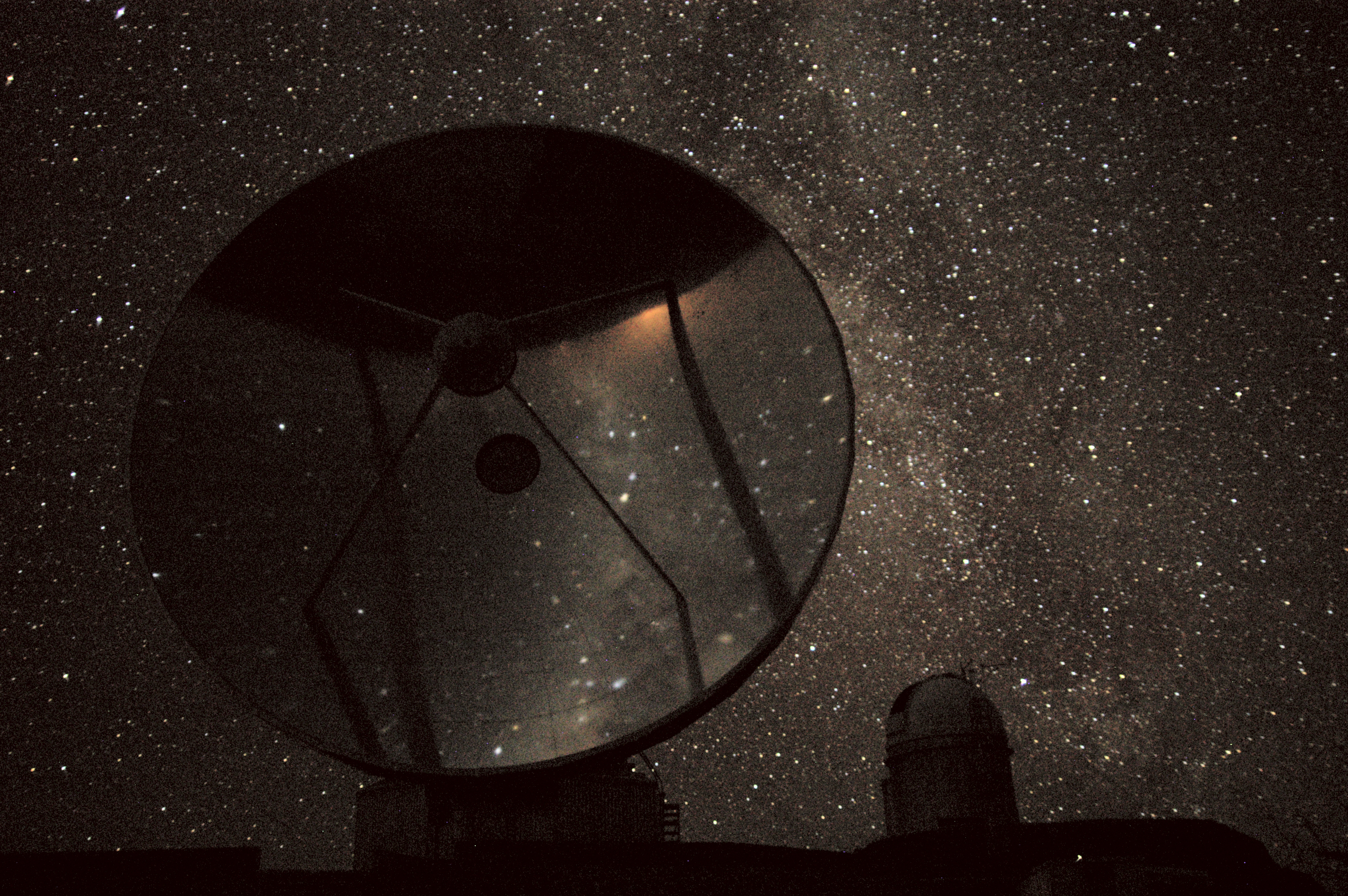
La Vía Láctea.
- Time-lapse en el observatorio.
- Telescopio de 2,2 metros.
- Observación nocturna.